# Alpha Regio (quadrangle)

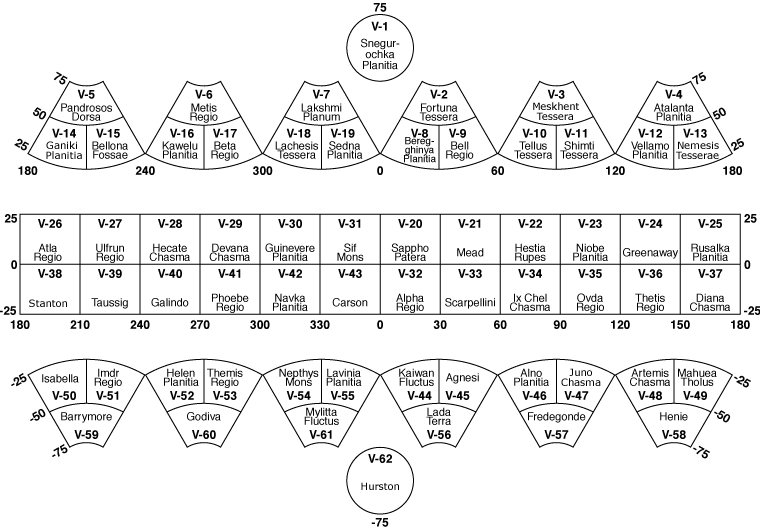
Quadrangles op Venus op schaal 1 : 5.000.000

Alpha Regio (V–32; breedtegraad 0°–25° S, lengtegraad 0°–30° E) is een quadrangle op de planeet Venus. Het is een van de 62 quadrangles op schaal 1 : 5.000.000. Het quadrangle werd genoemd naar de gelijknamige regio die op zijn beurt is genoemd naar Alpha, de eerste letter in het Grieks alfabet.

## Geologische structuren in Alpha Regio
Chasmata
- Dewi Ratih Chasma

Coronae
- Atargatis Corona
- Cybele Corona
- Fatua Corona
- Kuan-Yin Corona
- Thouris Corona

Dorsa
- Dudumitsa Dorsa

Fossae
- Brynhild Fossae

Inslagkraters
- Adamson
- Andami
- Carreno
- Frank
- Karen
- Lara
- Leslie
- Linda
- Paige
- Rebecca
- Tiffany
- Vanessa
- Xantippe

Paterae
- Graham Patera

Planitiae
- Tinatin Planitia

Regiones
- Alpha Regio

Tesserae
- Minu-Anni Tessera

Valles
- Banumbirr Vallis